# Mehmet-Can Aydın
Mehmet-Can Aydın (sinh ngày 9 tháng 2 năm 2002) là một cầu thủ bóng đá chuyên nghiệp người Đức thi đấu ở vị trí tiền vệ cho câu lạc bộ Schalke 04 tại Bundesliga.